# Ким Гван Сон
Ким Гван Сон (кор. 김광선; 8 июня 1964, Чолла-Пукто) — южнокорейский боксёр наилегчайших весовых категорий, выступал за сборную Южной Кореи в середине 1980-х годов. Участник двух летних Олимпийских игр, чемпион Олимпиады в Сеуле, чемпион Азиатских игр, победитель многих международных турниров и национальных первенств. В период 1990—1993 боксировал на профессиональном уровне, был претендентом на титулы чемпиона мира по версиям ВБС и МБФ.

## Биография
Ким Гван Сон родился 8 июня 1964 года в провинции Чолла-Пукто. Первого серьёзного успеха на ринге добился в 1983 году, когда в минимальном весе выиграл национальное первенство и стал попадать в сборную команду страны. Благодаря череде удачных выступлений удостоился права защищать честь страны на летних Олимпийских играх 1984 года в Лос-Анджелесе, где, тем не менее, в первом же матче проиграл американцу Полу Гонсалесу, который в итоге и стал олимпийским чемпионом. Позже перешёл в наилегчайшую весовую категорию, побывал на чемпионате мира 1986 года в Рино и одержал победу на домашних Азиатских играх.
В 1987 году Ким занял первое место на Кубке мира в Белграде, также прошёл квалификацию на Олимпийские игры 1988 года в Сеуле. На Олимпиаде сенсационно победил все своих соперников, в том числе таких известных боксёров как Артур Джонсон, Серафим Тодоров, Тимофей Скрябин и Андреас Тевс, получив, таким образом, золотую олимпийскую медаль.
После успеха на Олимпийских играх Ким решил попробовать себя среди профессионалов и в ноябре 1990 года провёл свой первый профессиональный бой, победив по очкам в восьмираундовом поединке. Одержав ещё несколько побед, в середине 1992 года получил шанс побороться за титул чемпиона мира первой наилегчайшей весовой категории по версии Всемирного боксёрского совета (ВБС), однако действующий чемпион мексиканец Умберто Гонсалес победил его техническим нокаутом в двенадцатом раунде. Несмотря на поражение, Ким продолжил выступать и год спустя вновь принял участие в чемпионском бою — на сей раз ему противостоял чемпион ВБС и МБФ американец Майкл Карбахаль. Корейцу не удалось добыть пояса, он проиграл техническим нокаутом в седьмом раунде. Вскоре Ким принял решение завершить карьеру спортсмена, всего на профессиональном уровне он провёл восемь боёв, одержал шесть побед (в том числе четыре досрочно), дважды был проигравшим.